# Stannomidae
Stannomidae es una familia de xenofioforos del orden Stannomida de la clase Xenophyophorea o filo Xenophyophora.

## Discusión
Algunas clasificaciones han incluido Stannomidae en el suborden Astrorhizina del orden Astrorhizida, al rebajar a los xenofióforos a la categoría de superfamilia (superfamilia Xenophyophoroidea) y relacionarlos con este grupo de foraminíferos.

## Clasificación
Stannomidae incluye a los siguientes géneros:
- Stannoma
- Stannophyllum

Otros géneros considerados en Stannomidae son:
- Neusina, aceptado como Stannophyllum
- Stannoplegma, aceptado como Stannoma
- Psammophyllum, aceptado como Stannophyllum